# Baloldali Blokk (Portugália)
A Baloldali Blokk (portugálul: Bloco de Esquerda, rövidítése: BE)  egy portugál radikális baloldali párt, amit 1999-ben alapítottak meg. Gyakran BE-ként hivatkoznak a pártra.

## Története
A párt 1999-ben alapult meg több marxista, trockista illetve demokratikus szocialista pártok egyesülésével. Az 1999-es választáson csak 2%-ot értek el, de bekerültek a parlamentbe 2 mandátummal. A 2005-ös választáson már 8 mandátumot szereztek és a párt elnököt, Francisco Louçãt indították el elnök-jelöltként a 2006-os portugáliai elnökválasztáson, amin 5%-ot ért el. 2009-es európai választásokon a párt több mint 10%-ot szerzett, amivel 3 képviselőt tudott küldeni Brüsszelbe.

## Ideológia
A pártot külföldön illetve konzervatív helyi politikai elemzők gyakran radikális baloldalinak tartják. Szinte minden kérdésben a Szocialista Párt álláspontjához képest markánsabban baloldali állásfoglalást képvisel.
A Baloldali Blokk számos emberi jogi kérdésekben foglal állást: fontosnak tartják az állampolgárok védelmét a rasszista, idegengyűlölő, homofób diszkriminációval szemben, támogatják az azonos nemű párok házasságkötését. Ellenzik a bikaviadalok megtartását illetve a dolgozók érdekvédelmét tartják kiemelten fontosnak.